# Kose-Uuemõisa
Kose-Uuemõisa (Duits: Neuenhof-Kosch) is een plaats in de Estlandse gemeente Kose, provincie Harjumaa. De plaats heeft de status van groter dorp of ‘vlek’ (Estisch: alevik).
Uuemõisa betekent ‘nieuw landgoed’. Het is niet helemaal duidelijk wat dan het oude landgoed was. Mogelijkerwijs lag het rond het dorp Hiiepere, dat in het begin van de 19e eeuw verdwenen is. De plaats waar Hiiepere heeft gelegen, ligt nu binnen de grenzen van het dorp Liiva.

## Bevolking
De plaats had 874 inwoners op 31 december 2011 en 929 inwoners op 31 december 2021.

## Ligging
Kose-Uuemõisa ligt op de plaats waar de rivier Kuivajõgi uitkomt op de rivier Pirita. In Kose-Uuemõisa staat een eik met een diameter van 355 cm en een hoogte van 18 m, de Kõlli-Tooma tamm.

## Geschiedenis
Kose-Uuemõisa werd voor het eerst genoemd in 1340 onder de naam landgoed Nova curia. In 1413 werd het landgoed Hof zu dem Nyenhofe genoemd. In 1560 en 1573, tijdens de Lijflandse Oorlog, werd het landgoed geplunderd en platgebrand. In 1704 werd het Gut Nienhoft im Kossichen tijdens de Grote Noordse Oorlog nogmaals door de Russen geplunderd. Vanaf het begin van de 18e eeuw tot in 1834 was het landgoed in handen van de familie von Tiesenhausen, vanaf 1850 in handen van de familie von Uexküll. De laatste eigenaar voor de onteigening door het onafhankelijk geworden Estland in 1919 was Woldemar von Uexküll.
In 1805 kwamen de lijfeigenen op het landgoed in opstand tegen hun landheer. De opstand leverde weinig op. De leider van de opstand was Kõlli Toomas Karlast. De eik Kõlli-Tooma tamm is naar hem vernoemd.
Het landhuis van het landgoed is gebouwd in neorenaissancestijl en bestaat uit delen van twee woonlagen, afgewisseld met delen van één woonlaag. Het is na 1919 in gebruik geweest als school en als museum. Ook enkele bijgebouwen zijn bewaard gebleven. In het park rond het landhuis staan bijna honderd verschillende soorten bomen en struiken.
500 meter verwijderd van het landgoed is een kerkhof voor de familie von Uexküll met de resten van een kapel.

## Foto's

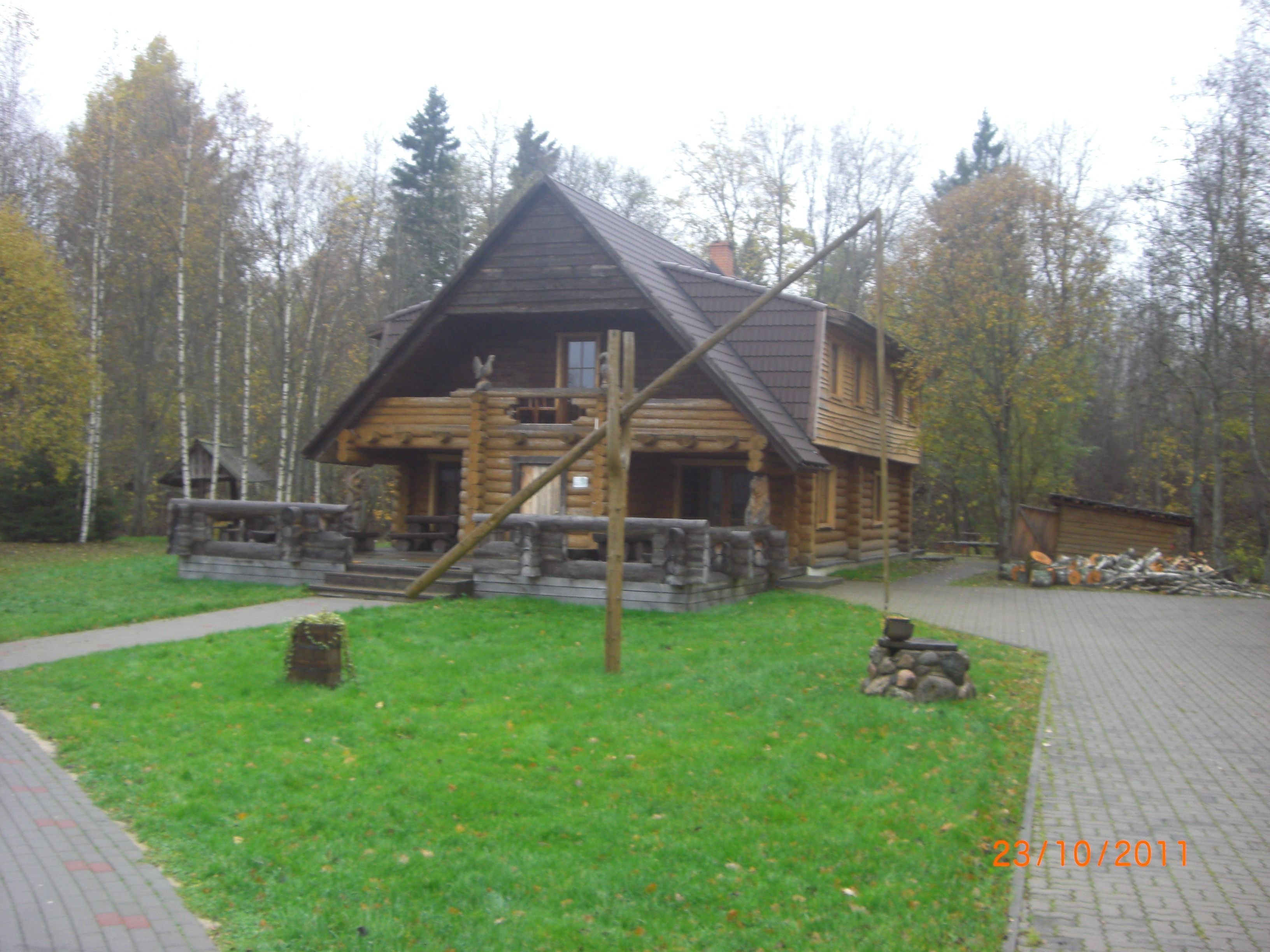
Sauna
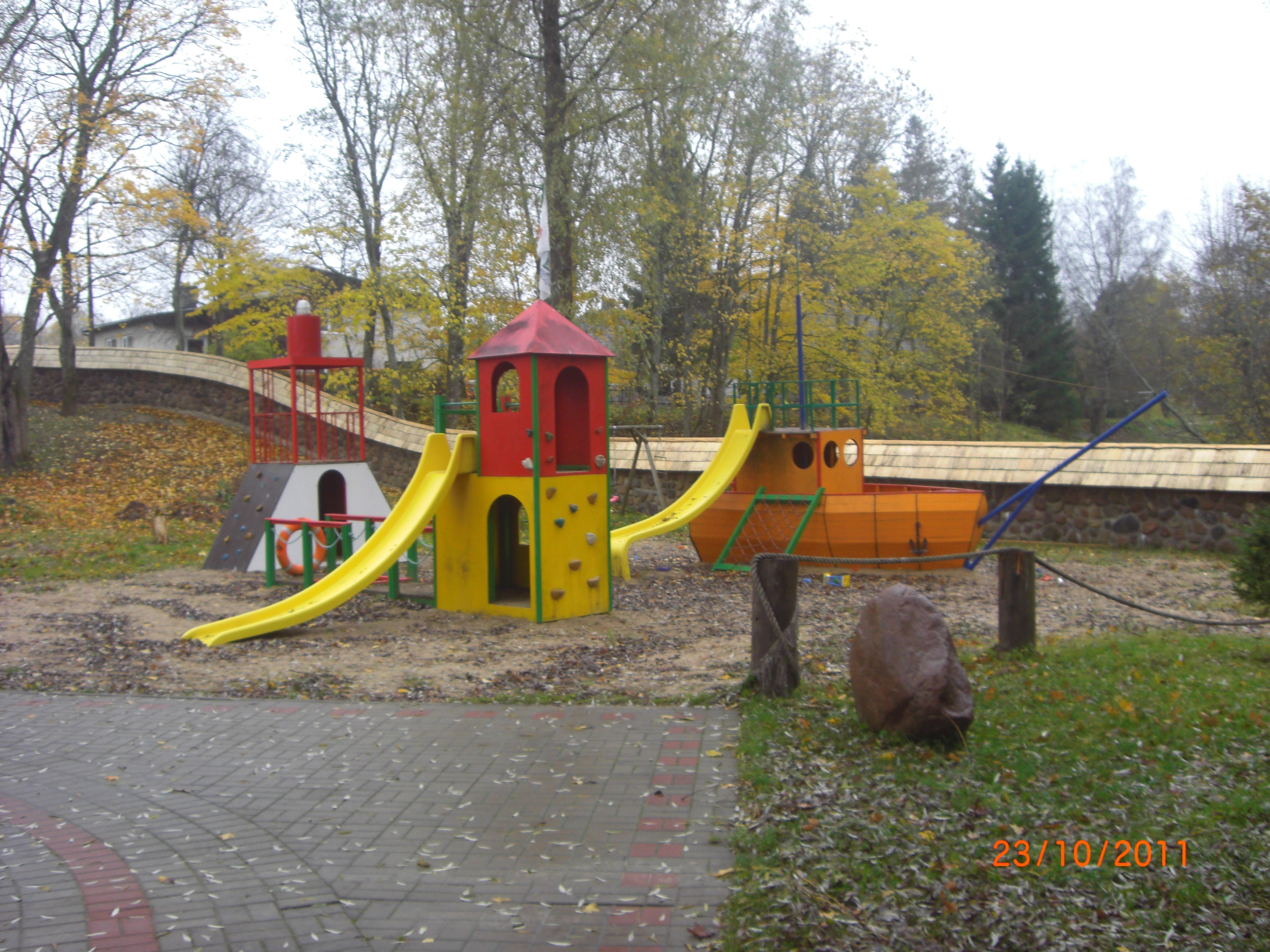
Speeltuin
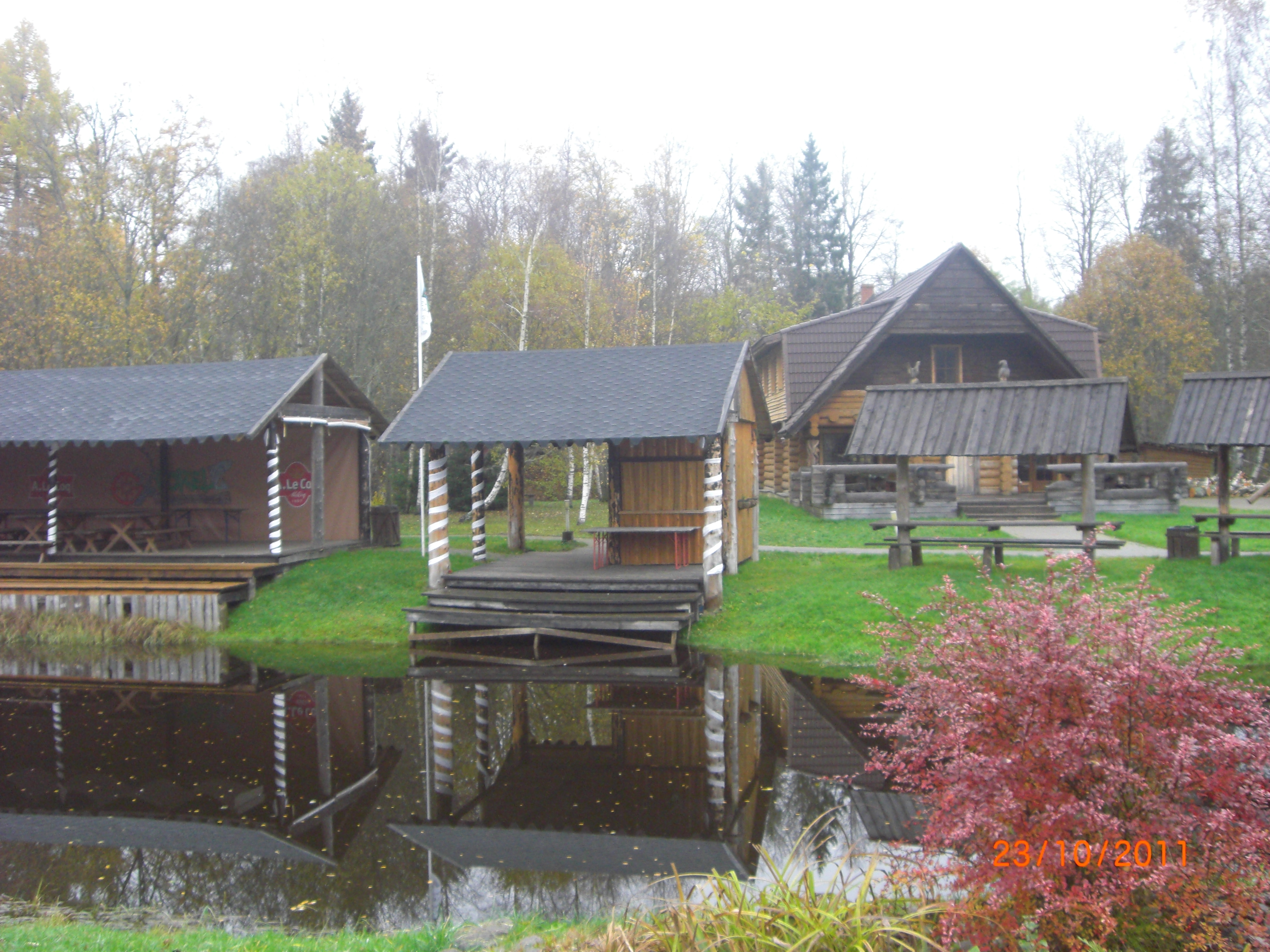
Vakantiecentrum Oxforell
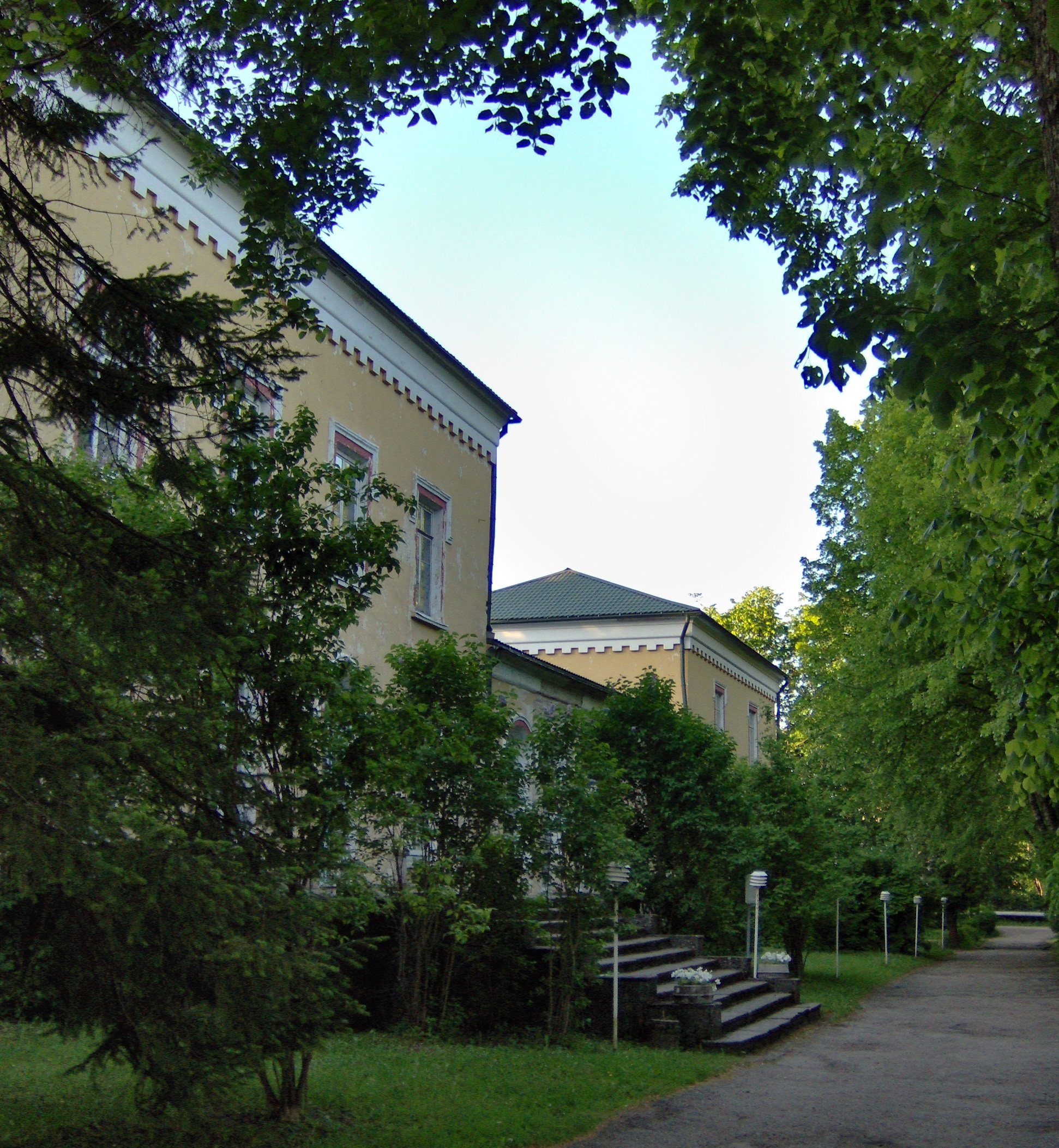
Het landhuis
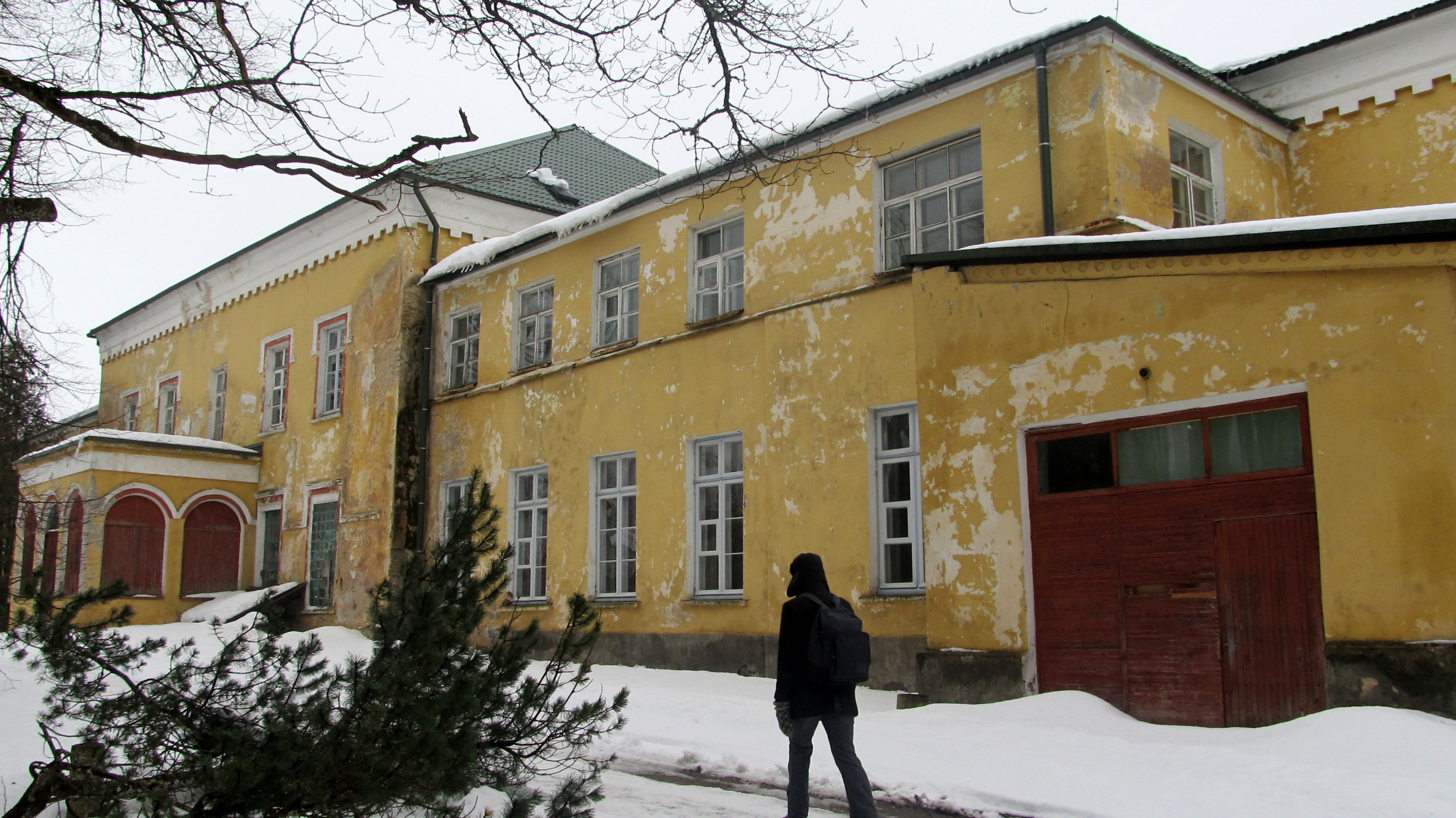
Het landhuis in de winter
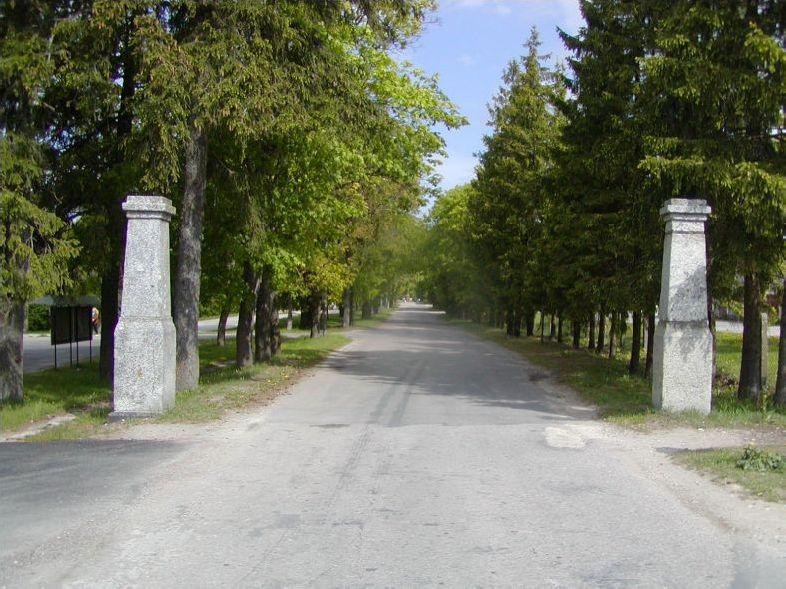
Oprijlaan naar het landhuis
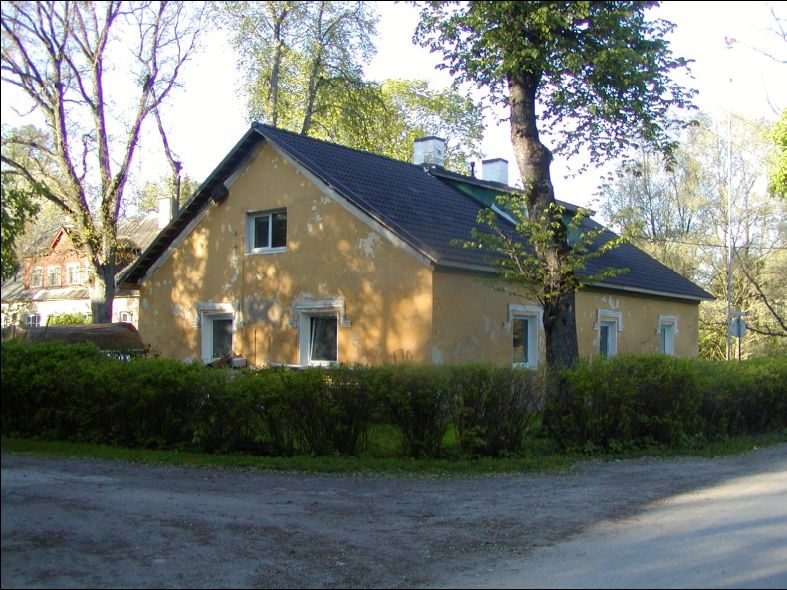
Huis voor de bedienden
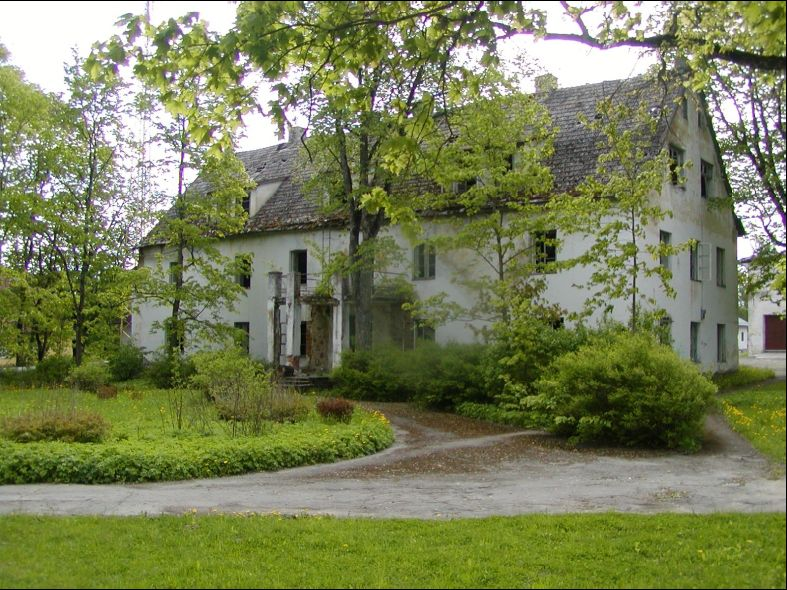
Huis van de opzichter
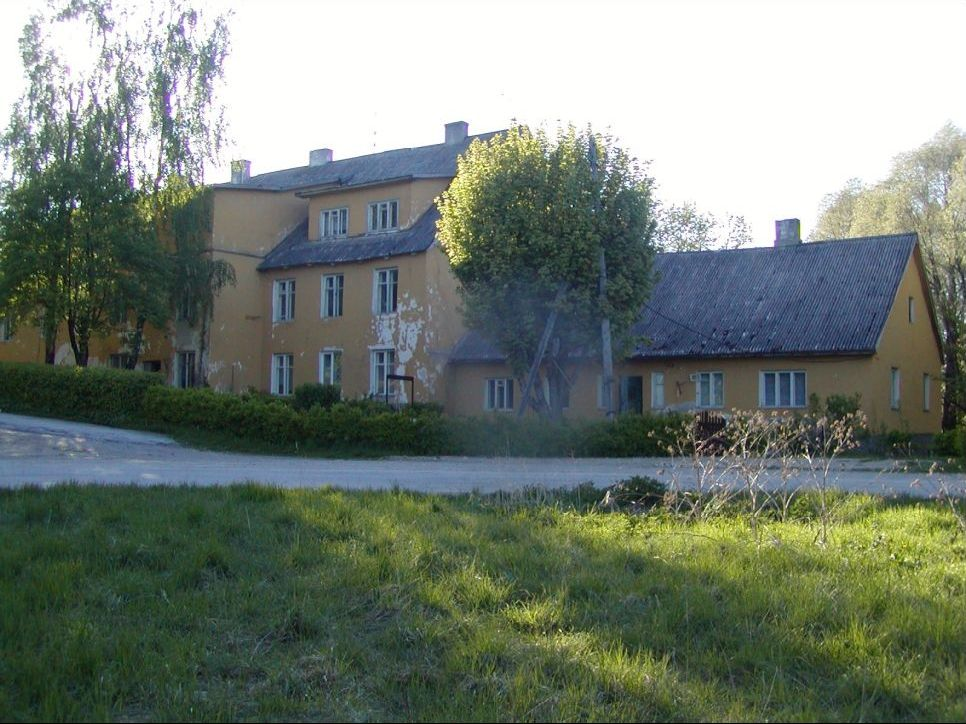
Voormalige watermolen annex wodkastokerij
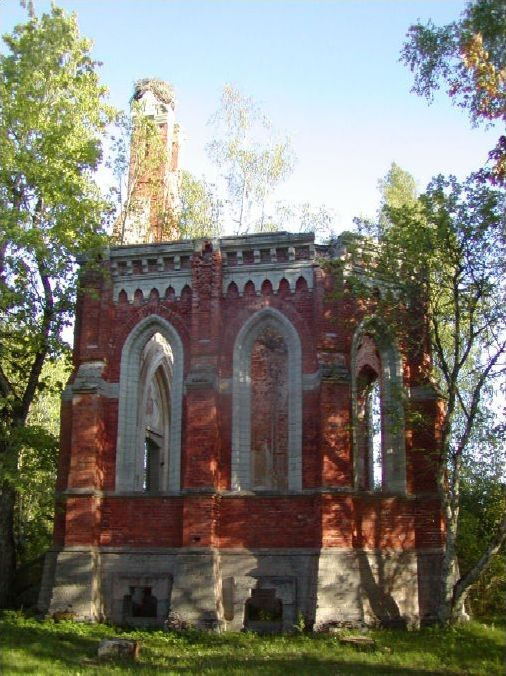
Ruïne van de kapel op het kerkhof van de von Uexkülls
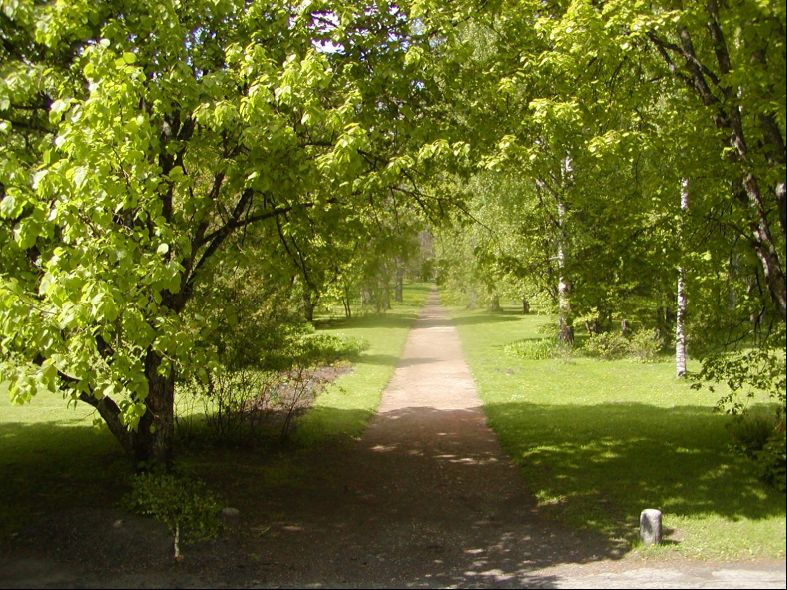
Laan in het park